# State Center (Iowa)
State Center es una ciudad ubicada en el condado de Marshall en el estado estadounidense de Iowa. En el Censo de 2010 tenía una población de 1468 habitantes y una densidad poblacional de 576,01 personas por km².

## Geografía
State Center se encuentra ubicada en las coordenadas 42°0′54″N 93°9′55″O / 42.01500, -93.16528. Según la Oficina del Censo de los Estados Unidos, State Center tiene una superficie total de 2.55 km², de la cual 2.55 km² corresponden a tierra firme y (0%) 0 km² es agua.

## Demografía
Según el censo de 2010, había 1468 personas residiendo en State Center. La densidad de población era de 576,01 hab./km². De los 1468 habitantes, State Center estaba compuesto por el 96.73% blancos, el 0.48% eran afroamericanos, el 0.14% eran amerindios, el 0.27% eran asiáticos, el 0% eran isleños del Pacífico, el 1.16% eran de otras razas y el 1.23% pertenecían a dos o más razas. Del total de la población el 3.47% eran hispanos o latinos de cualquier raza.